# 小林八郎
小林 八郎（こばやし はちろう、1936年 - 2018年2月25日）は、日本の宗教家。
東京聖書学院、関東学院大学神学部卒業を経て愛知や神奈川の牧会を務める。1976年、宗教法人日本FEBCに入社し、日本支社次長就任。1979年日本FEBC代表。2005年まで代表を務める。2018年2月25日病気のため死去。満81歳没。